# Ювеналии
Ювеналии (лат. Juvenalia) — сценические игры, учреждённые римским императором Нероном в 60 году по случаю достижения им зрелого возраста.
Это были своего рода любительские спектакли, устраивавшиеся не в общественном цирке, а в частных домах или садах и происходившие перед немногочисленной публикой. Нерон сам выступал в этих спектаклях, вместе со знатнейшими римлянами различных возрастов, без масок, участвуя в исполнении греческих и римских пьес и мимов как солист и хорист. При позднейших императорах под именем Ювеналий были известны игры, дававшиеся в начале года на Палации и состоявшие из ристаний на колесницах или сражений со зверями.